# Wybory samorządowe w Polsce w 2002 roku
Wybory samorządowe w Polsce w 2002 zostały przeprowadzone 27 października (I tura). II tura (ponowne głosowanie w wyborach wójtów, burmistrzów i prezydentów miast) odbyła się 10 listopada. Frekwencja wyniosła 44,23% (w drugiej turze 35,02%).

## Zarządzenie wyborów
Rozporządzenie Prezesa Rady Ministrów z dnia 21 sierpnia 2002 r. w sprawie zarządzenia wyborów do rad gmin, rad powiatów i sejmików województw, Rady m.st. Warszawy i rad dzielnic w m.st. Warszawie oraz wyborów wójtów, burmistrzów i prezydentów miast (Dz.U. z 2002 r. nr 134, poz. 1125) weszło w życie z dniem ogłoszenia.

## Regulacje prawne

### Wybory do rad gmin i powiatów oraz do sejmików wojewódzkich
Zasady przeprowadzania wyborów do rad regulują przepisy ustawy z dnia 16 lipca 1998 r. – Ordynacja wyborcza do rad gmin, rad powiatów i sejmików województw (Dz.U. z 2010 r. nr 176, poz. 1190, z późn. zm.).

### Wybory wójtów, burmistrzów, prezydentów miast
Wybory te są regulowane przez ustawę z dnia 20 czerwca 2002 r. o bezpośrednim wyborze wójta, burmistrza i prezydenta miasta (Dz.U. z 2010 r. nr 176, poz. 1191).

## Jednostki wybierane
- 16 sejmików województw,
- 314 rad powiatów,
- 2748 rad gmin (w tym Radę m.st. Warszawy),
- 18 rad dzielnic w m.st. Warszawie

oraz
- 2478 organów wykonawczych gmin:
  - 1596 wójtów,
  - 776 burmistrzów,
  - 106 prezydentów miast.

## Listy wyborcze
W dniu 2 października PKW wylosowała numery list komitetów ogólnopolskich:
- Liga Polskich Rodzin – nr 1
- Samoobrona Rzeczpospolitej Polskiej – nr 2
- Sojusz Lewicy Demokratycznej – Unia Pracy – nr 3
- Unia Samorządowa – nr 4
- Alternatywa Partia Pracy – nr 5
- Polskie Stronnictwo Ludowe – nr 6
- Unia Polityki Realnej – nr 7

## Wyniki wyborów

### Radni ogółem
| Komitet wyborczy                               | Liczba radnych w skali kraju |
| ---------------------------------------------- | ---------------------------- |
| Sojusz Lewicy Demokratycznej – Unia Pracy      | 6644                         |
| Polskie Stronnictwo Ludowe                     | 4986                         |
| Samoobrona Rzeczpospolitej Polskiej            | 1530                         |
| Liga Polskich Rodzin                           | 1065                         |
| Prawo i Sprawiedliwość                         | 217                          |
| Platforma Obywatelska                          | 213                          |
| Platforma Obywatelska – Prawo i Sprawiedliwość | 85                           |
| Unia Samorządowa                               | 4                            |
| Alternatywa Partia Pracy                       | 1                            |
| Unia Polityki Realnej                          | 0                            |
| Pozostałe                                      | 32 088                       |
| Suma                                           | 46 833                       |

### Sejmiki województw

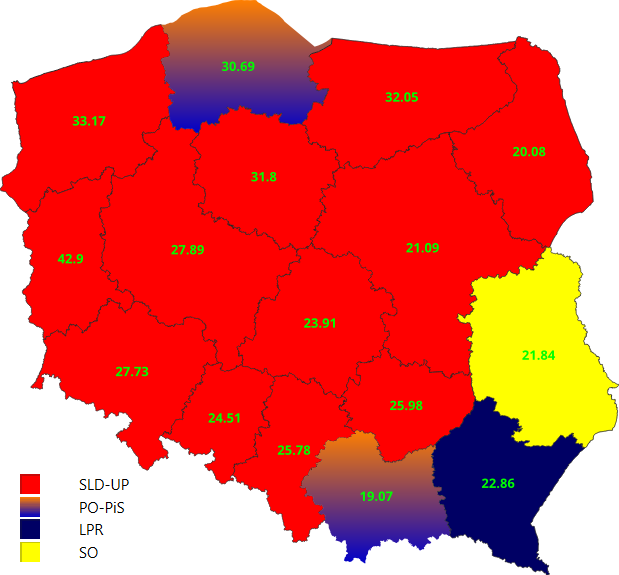
Zwycięskie komitety w województwach

Koalicje w sejmikach

W wyborach do sejmików województw frekwencja wyniosła 44,23% uprawnionych do głosowania. Oddano 14,43% głosów nieważnych. Ważnych głosów oddano 11 165 501.

#### Wyniki głosowania
Wszystkie dane wyrażono w procentach.
| Sejmik             | SLD–UP      | SRP   | POPiS | LPR   | PSL   | US   | UPR  | APP  | Pozostałe z mandat. | Inne  |      |
| ------------------ | ----------- | ----- | ----- | ----- | ----- | ---- | ---- | ---- | ------------------- | ----- | ---- |
| Sejmik             | dolnośląski | 27,73 | 17,50 | 16,13 | 15,01 | 6,34 | 7,49 | 2,15 | 1,20                | –     | 6,45 |
| kujawsko-pomorski  | 31,80       | 18,44 | 12,10 | 13,97 | 10,84 | 1,28 | 1,53 | 1,58 | –                   | 8,46  |      |
| lubelski           | 20,56       | 21,84 | 18,36 | 8,47  | 19,81 | 0,88 | 1,52 | 1,50 | –                   | 7,06  |      |
| lubuski            | 42,90       | 13,09 | 13,09 | 12,90 | 8,41  | 2,03 | 1,67 | 1,58 | –                   | 4,33  |      |
| łódzki             | 23,91       | 21,51 | 9,15  | 13,87 | 15,31 | 1,22 | 2,18 | 1,71 | –                   | 11,14 |      |
| małopolski         | 17,73       | 11,41 | 19,07 | 17,86 | 8,08  | 0,87 | 2,87 | 1,02 | 13,821              | 7,27  |      |
| mazowiecki         | 21,09       | 15,52 | 25,82 | 14,25 | 11,39 | 1,55 | 3,50 | 0,94 | POPiS2              | 5,95  |      |
| opolski            | 24,51       | 11,29 | 11,00 | 11,64 | 10,52 | 0,56 | 2,36 | 1,41 | 18,613              | 8,10  |      |
| podkarpacki        | 18,39       | 16,32 | –     | 22,86 | 14,14 | 0,53 | 2,29 | 0,89 | 15,374              | 9,20  |      |
| podlaski           | 20,08       | 16,06 | 16,13 | 18,26 | 12,32 | 0,58 | 0,49 | 0,97 | –                   | 15,11 |      |
| pomorski           | 21,62       | 14,06 | 30,69 | 10,36 | 6,27  | 3,82 | 2,65 | 1,25 | –                   | 9,29  |      |
| śląski             | 25,78       | 11,05 | 14,22 | 11,37 | 4,31  | 5,82 | 2,06 | 1,99 | 7,965               | 15,45 |      |
| świętokrzyski      | 25,98       | 21,01 | 13,11 | 10,00 | 20,33 | 0,64 | 1,68 | 2,59 | –                   | 4,65  |      |
| warmińsko-mazurski | 32,05       | 16,71 | 13,59 | 13,20 | 12,63 | 0,92 | 2,15 | 2,63 | –                   | 6,13  |      |
| wielkopolski       | 27,89       | 15,50 | 16,88 | 11,33 | 12,77 | 1,77 | 2,21 | 1,93 | –                   | 9,73  |      |
| zachodniopomorski  | 33,17       | 19,14 | 11,20 | 13,23 | 5,55  | 1,54 | 2,10 | 1,75 | –                   | 12,31 |      |
| Polska             | 24,65       | 15,98 | 14,36 | 12,11 | 10,81 | 2,29 | 2,57 | 1,50 | 7,04                | 8,99  |      |

Objaśnienia:
1 KWW „Wspólnota Małopolska”,
2 Platforma Obywatelska i Prawo i Sprawiedliwość,
3 KW Mniejszość Niemiecka,
4 KWW „Podkarpacie Razem”,
5 KWW Wspólnota Samorządowa Województwa Śląskiego.
| Wyniki środowisk, które nie zarejestrowały komitetów ogólnopolskich | % głosów | Mandaty |
| --- | -------- | ------- |
| środowiska dawnej Akcji Wyborczej Solidarność (głównie Ruch Społeczny i Stronnictwo Konserwatywno-Ludowe – Ruch Nowej Polski; jako Wspólnota 2002, Inicjatywa Społeczna Wspólnota Samorządowa, Wspólnota Małopolska, Wspólnota Samorządowa Województwa Śląskiego i Podkarpacie Razem) | 3,69     | 17      |
| Konfederacja Ruch Obrony Bezrobotnych RP (Konfederacja Polski Niepodległej – Obóz Patriotyczny i Ruch Obrony Bezrobotnych) | 2,24     | 0       |
| Krajowa Partia Emerytów i Rencistów | 1,09     | 0       |
| Razem Polsce (Zjednoczenie Chrześcijańsko-Narodowe, Ruch Odbudowy Polski i Ruch Katolicko-Narodowy) | 1,04     | 0       |
| Antyklerykalna Partia Postępu „Racja” (jako Antyklerykalna Polska) | 0,81     | 0       |
| Ruch Autonomii Śląska | 0,49     | 0       |
| Małopolskie Forum Kobiet | 0,29     | 0       |
| Konfederacja Polski Niepodległej | 0,25     | 0       |
| Niemcy Ziemi Górnośląskiej | 0,18     | 0       |
| Pozostałe (każdy komitet poniżej 20 tys. głosów) | 1,91     | 0       |
| Suma | 11,99    | 17      |

#### Podział mandatów
Źródło: Państwowa Komisja Wyborcza [dostęp 18 czerwca 2015].
| Sejmik             | SLD–UP      | SRP | LPR | POPiS | PSL | PiS | MN | PR | WM | PO | WSWŚ | US | Razem |   |    |
| ------------------ | ----------- | --- | --- | ----- | --- | --- | -- | -- | -- | -- | ---- | -- | ----- | - | -- |
| Sejmik             | dolnośląski | 12  | 8   | 6     | 6   | 2   | –  | –  | –  | –  | –    | –  | Razem | 2 | 36 |
| kujawsko-pomorski  | 13          | 8   | 6   | 3     | 3   | –   | –  | –  | –  | –  | –    | –  | 33    |   |    |
| lubelski           | 9           | 8   | 7   | 2     | 7   | –   | –  | –  | –  | –  | –    | –  | 33    |   |    |
| lubuski            | 17          | 4   | 3   | 4     | 2   | –   | –  | –  | –  | –  | –    | –  | 30    |   |    |
| łódzki             | 12          | 10  | 6   | 2     | 6   | –   | –  | –  | –  | –  | –    | –  | 36    |   |    |
| małopolski         | 8           | 4   | 9   | 10    | 2   | –   | –  | –  | 6  | –  | –    | –  | 39    |   |    |
| mazowiecki         | 14          | 8   | 7   | –     | 7   | 10  | –  | –  | –  | 5  | –    | –  | 51    |   |    |
| opolski            | 11          | 3   | 3   | 3     | 3   | –   | 7  | –  | –  | –  | –    | –  | 30    |   |    |
| podkarpacki        | 6           | 5   | 9   | –     | 6   | –   | –  | 7  | –  | –  | –    | –  | 33    |   |    |
| podlaski           | 9           | 5   | 7   | 6     | 3   | –   | –  | –  | –  | –  | –    | –  | 30    |   |    |
| pomorski           | 9           | 6   | 3   | 14    | 1   | –   | –  | –  | –  | –  | –    | –  | 33    |   |    |
| śląski             | 20          | 6   | 7   | 10    | –   | –   | –  | –  | –  | –  | 4    | 1  | 48    |   |    |
| świętokrzyski      | 10          | 7   | 3   | 3     | 7   | –   | –  | –  | –  | –  | –    | –  | 30    |   |    |
| warmińsko-mazurski | 13          | 5   | 4   | 5     | 3   | –   | –  | –  | –  | –  | –    | –  | 30    |   |    |
| wielkopolski       | 13          | 7   | 6   | 8     | 5   | –   | –  | –  | –  | –  | –    | –  | 39    |   |    |
| zachodniopomorski  | 13          | 7   | 6   | 3     | 1   | –   | –  | –  | –  | –  | –    | –  | 30    |   |    |
| Polska             | 189         | 101 | 92  | 79    | 58  | 10  | 7  | 7  | 6  | 5  | 4    | 3  | 561   |   |    |

### Wybory wójtów, burmistrzów i prezydentów miast[25]
| Komitet wyborczy                          | Prezydenci miast | Burmistrzowie | Wójtowie |
| ----------------------------------------- | ---------------- | ------------- | -------- |
| Sojusz Lewicy Demokratycznej – Unia Pracy | 26               | 96            | 105      |
| Platforma Obywatelska                     | 3                | 1             | 0        |
| Prawo i Sprawiedliwość                    | 2                | 0             | 0        |
| Polskie Stronnictwo Ludowe                | 0                | 58            | 275      |
| Samoobrona Rzeczpospolitej Polskiej       | 0                | 4             | 15       |
| Liga Polskich Rodzin                      | 0                | 3             | 5        |
| Pozostałe                                 | 75               | 611           | 1196     |

### Rady powiatów
| Komitet wyborczy                          | Liczba radnych w skali kraju |
| ----------------------------------------- | ---------------------------- |
| Sojusz Lewicy Demokratycznej – Unia Pracy | 1639                         |
| Polskie Stronnictwo Ludowe                | 851                          |
| Samoobrona Rzeczpospolitej Polskiej       | 441                          |
| Liga Polskich Rodzin                      | 194                          |
| Platforma Obywatelska                     | 48                           |
| Prawo i Sprawiedliwość                    | 0                            |
| Unia Samorządowa                          | 0                            |
| Alternatywa                               | 0                            |
| Unia Polityki Realnej                     | 0                            |
| Pozostałe                                 | 3121                         |
| Suma                                      | 6294                         |

### Rady gmin
Statystyka obejmuje dane na temat radnych gmin, radnych miast na prawach powiatu oraz radnych dzielnic Warszawy:
| Komitet wyborczy                                | Liczba radnych w skali kraju |
| ----------------------------------------------- | ---------------------------- |
| Sojusz Lewicy Demokratycznej – Unia Pracy       | 4816                         |
| Polskie Stronnictwo Ludowe                      | 4077                         |
| Samoobrona Rzeczpospolitej Polskiej             | 988                          |
| Liga Polskich Rodzin                            | 779                          |
| Prawo i Sprawiedliwość                          | 207                          |
| Platforma Obywatelska                           | 160                          |
| Platforma Obywatelska – Prawo i Sprawiedliwość¹ | 6                            |
| Unia Samorządowa                                | 1                            |
| Alternatywa                                     | 1                            |
| Unia Polityki Realnej                           | 0                            |
| Pozostałe                                       | 28 943                       |
| Suma                                            | 39 978                       |
| ¹ Komitet startował jedynie do rady Rzeszowa    |                              |